# Israel Gollancz
Pour les articles homonymes, voir Gollancz.
Israel Gollancz (13 juillet 1863 - 23 juin 1930) est un spécialiste de la littérature anglaise ancienne et de Shakespeare. Il est professeur de langue et de littérature anglaises au King's College de Londres de 1903 à 1930.

## Biographie
Gollancz est né le 13 juillet 1863 à Londres, sixième des sept enfants du rabbin Samuel Marcus Gollancz (1820–1900), chantre de la synagogue Hambro, à Londres, et de sa femme, Johanna Koppell. Il est le frère cadet de Sir Hermann Gollancz, professeur d'hébreu à l'University College de Londres et l'oncle de l'éditeur Victor Gollancz. Il fait ses études secondaires à la City of London School, à l'University College puis il obtient une bourse d'études à Christ's College (1883-1887). Il obtient son diplôme avec mention bien aux tripos de langues médiévales et modernes, en 1887, puis il enseigne à Cambridge. Il est enseignant-chercheur à l'University College de Londres de 1892 à 1895 puis, en 1896, il est nommé maître de conférences en anglais à Cambridge. En 1903, il obtient la chaire de langue et littérature anglaises à King's College, à Londres, un poste qu'il conserve jusqu'à sa mort. Il est l'un des deux premiers lauréats de la première bourse de voyage à travers le monde Albert Kahn, mais il ne peut recevoir le prix. Il fait du département d'anglais l'une des premières facultés de l'université de Londres. 
En 1910, il épouse Alide Goldschmidt à Londres. Le couple a deux enfants.
Il est membre fondateur et premier secrétaire (1902-1930) de la British Academy et du comité du Shakespeare Memorial Theatre, qui devient le Royal National Theatre de Londres, et il est directeur de la Early English Text Society. Il est éditeur la collection « Temple Shakespeare » fondée par J. M. Dent, une édition des œuvres complètes en volumes de poche. En 1916, en tant que secrétaire honoraire du comité du tricentenaire de Shakespeare, il édite également A Book of Homage to Shakespeare, une anthologie de réponses à Shakespeare d'érudits, de penseurs et d'autres personnalités du monde entier. Il produit une traduction en anglais moderne de l'important poème allégorique chrétien médiéval Pearl, dont il estime qu'il est peut-être l'œuvre de Ralph Strode. Il rédige des articles pour le Dictionary of National Biography. Gollancz est anobli en 1919. En 1922, il prononce la conférence Shakespeare de la British Academy.
Il est un membre distingué de la communauté anglo-juive, s'investit dans la formation des rabbins et préside la Union of Jewish Literary Societies.
Israel Gollancz meurt à son domicile au 15 Shoot Up Hill, Cricklewood, à Londres. Il est inhumé le 26 juin au cimetière juif de Willesden.

## Hommages et postérité
L'année de sa mort, la British Academy tient une conférence commémorative en son honneur, au cours de laquelle un buste de Sir Israel est dévoilé.
Il a travaillé sur Sir Gawain and the Green Knight et mais l'édition est inachevée à sa mort. Mabel Day, directrice adjointe de la Early English Text Society, termine l'ouvrage et le publie en 1940. Mum and the Sothsegger est également achevé par Mabel Day et Robert Steele et publié en 1936.
La British Academy décerne le prix Sir Israel Gollancz pour les premières études anglaises.